# Valladolid (Spanyolország)
Valladolid város Spanyolországban, az azonos nevű tartomány, valamint Kasztília és León autonóm közösség fővárosa. Spanyolország 13. legnépesebb városa, 2006-ban 319 943 lakosa volt. 1601 és 1606 közötti rövid időszakban Spanyolország fővárosa volt. 

## Nevének eredete
A városnév latin–kelta eredetű, azonban összetétele nem teljesen tisztázott. Több elmélet közül kettő a legelfogadottabb. Az egyik szerint a kelta Vallis Tolitum, azaz „A vizek völgye” kifejezésből származna; a másik a latin Vallisoletum szóból származtatja, melynek jelentése „Napsütötte völgy”. Ez utóbbi volt ugyanis a város latin elnevezése a középkorban, amelyből a spanyol vallisoletano (’valladolidi’) melléknév is származik.

## Fekvése
- Madridtól 189 km-re, Burgostól 120 km-re található.

Valladolid az Ibériai-félsziget északnyugati részén, az északi fennsík közepén fekszik. Domborzata síkság, amit kisebb hegyek szakítanak meg, felszínén gyér növényzet található. Átlagos tengerszint feletti magassága 698 m.

## Nevezetességek
- Valladolidi királyi palota

## A város szülöttei
- János, II. Ferdinánd aragóniai király és Foix Germána fia 1509-ben
- II. Fülöp spanyol király
- IV. Fülöp spanyol király
- José Zorrilla, spanyol költő
- José Luis Rodríguez Zapatero, spanyol miniszterelnök
- Miguel Delibes, spanyol író[2]
- Juan Carlos Pastor, világbajnok kézilabdaedző, a Mol-Pick Szeged volt vezetőedzője
- Vicente Escudero, flamenco táncos

## Népesség
A település lakosságának változását az alábbi diagram mutatja:
| Lakosok száma | 318 293 | 321 713 | 316 564 | 317 864 | 311 501 | 306 830 | 299 715 | 298 412 | 295 639 | 300 618 |
|               | 2001    | 2004    | 2007    | 2009    | 2012    | 2014    | 2017    | 2019    | 2022    | 2024    |

## Oktatás
Valladolidban található a Miguel de Cervantes Európai Egyetem.

## Sport
A város nagymúltú labdarúgócsapata a Real Valladolid.